# Холанд Патент (Њујорк)
Холанд Патент (енгл. Holland Patent) град је у америчкој савезној држави Њујорк.

## Демографија
По попису из 2010. године број становника је 458, што је 3 (-0,7%) становника мање него 2000. године.
| Група             | 2000.       | 2010.       |
| Белци             | 452 (98,0%) | 448 (97,8%) |
| Афроамериканци    | 0 (0,0%)    | 1 (0,2%)    |
| Азијати           | 1 (0,2%)    | 0 (0,0%)    |
| Хиспаноамериканци | 3 (0,7%)    | 8 (1,7%)    |
| Укупно            | 461         | 458         |